# Forever Love (Reissue)
Questo singolo degli X Japan raccoglie le varie versioni del loro brano Forever Love in un unico disco. Il CD ha una traccia extra, una preview del Last Live, visibile inserendo il disco nel computer.

## Tracce
1. Forever Love Single Version - 8:44 (Yoshiki - Yoshiki)
2. Forever Love Live Version (From The Last Live) - 12:41 (Yoshiki - Yoshiki)
3. Forever Love Acoustic Version - 7:54 (Yoshiki - Yoshiki)
4. Forever Love Last Mix - 8:33 (Yoshiki - Yoshiki)
5. Special Preview of The Last Live Traccia Video - 5:48

## Formazione
- Toshi - voce
- Heath - basso
- Pata - chitarra
- Hide - chitarra
- Yoshiki - batteria & pianoforte